# Handal Roban
Handal Roban (* 5. September 2002 in Kingstown) ist ein Leichtathlet aus St. Vincent und den Grenadinen, der sich auf den Mittelstreckenlauf spezialisiert hat. Aktuell ist er Inhaber des Landesrekordes im 800-Meter-Lauf.

## Sportliche Laufbahn
Erste internationale Erfahrungen sammelte Handal Roban bei den CARIFTA Games 2018 in Nassau, bei denen er in 1:56,83 min die Goldmedaille über 800 Meter in der U17-Altersklasse gewann und über 400 Meter mit 49,67 s im Vorlauf ausschied. Im Jahr darauf gewann er bei den CARIFTA Games in George Town in 1:52,22 min die Bronzemedaille über 800 Meter in der U20-Altersklasse und sicherte sich anschließend auch bei den U18-NACAC-Meisterschaften in Santiago de Querétaro in 1:53,39 min die Bronzemedaille, ehe er bei den U20-Panamerikameisterschaften in San José mit 1:52,69 min den Finaleinzug verpasste. 2021 gewann er bei den U20-NACAC-Meisterschaften ebendort in 1:49,75 min die Goldmedaille über 800 Meter und gewann in 48,97 s die Silbermedaille im 400-Meter-Lauf. Anschließend schied er bei den U20-Weltmeisterschaften in Nairobi mit 1:48,37 min im Halbfinale über 800 Meter aus. Im Jahr darauf gewann er bei den U23-Karibikspielen in Guadeloupe in 3:58,37 min die Bronzemedaille im 1500-Meter-Lauf hinter den Puerto-Ricanern Carlos Vilches und Héctor Pagán. Im August schied er bei den Commonwealth Games in Birmingham mit 1:48,57 min im Vorlauf über 800 Meter aus und gewann anschließend bei den NACAC-Meisterschaften in Freeport in 1:47,03 min die Silbermedaille hinter dem US-Amerikaner Jonah Koech. Zudem begann er im selben Jahr ein Studium an der Penn State University in den Vereinigten Staaten.
2023 siegte er in 1:45,93 min über 800 Meter bei den Zentralamerika- und Karibikspielen in San Salvador sowie in 1:47,43 min bei den U23-NACAC-Meisterschaften in San José. Anschließend schied er bei den Weltmeisterschaften in Budapest mit 1:46,86 min in der ersten Runde aus. Im Jahr darauf nahm er an den Olympischen Sommerspielen in Paris teil und schied dort mit 1:45,80 min in der Hoffnungsrunde aus.

## Persönliche Bestleistungen
- 400 Meter: 46,71 s, 6. April 2024 in Coral Gables
  - 600 Meter (Halle): 1:15,53 min, 24. Februar 2024 in Geneva (nationale Bestleistung)
- 800 Meter: 1:45,36 min, 29. Juni 2024 in Philadelphia (vincentischer Rekord)
  - 800 Meter (Halle): 1:46,81 min, 10. Februar 2024 in Boston (vincentischer Rekord)
  - 1000 Meter: 2:24,08 min, 14. Januar 2023 in State College (vincentischer Rekord)
- 1500 Meter: 3:50,94 min, 6. April 2024 in Coral Gables